# Chiromantis rufescens
Chiromantis rufescens és una espècie de granota que viu a les selves pluvials tropicals de l'Àfrica central.